# 澤萊內 (海尼切斯克區)
46°29′15″N 34°27′59″E / 46.48750°N 34.46639°E
澤萊內（烏克蘭語：Зелене）是位於烏克蘭南部的村莊，由赫爾松州海尼切斯克區的新特羅伊齊克市鎮負責管轄。該村始建於1939年，面積1.91平方公里，海拔高度25米，2001年人口504，人口密度每平方公里264人。